# Mauer-Steinkraut
Das Mauer-Steinkraut (Alyssum murale, oder Odontarrhena muralis) ist eine Pflanzenart aus der Gattung Steinkräuter (Alyssum) in der Familie der Kreuzblütengewächse (Brassicaceae). Sie ist heimisch in Südosteuropa sowie dem Nahen und Mittleren Osten. In Deutschland wird sie als Zierpflanze kultiviert, sie ist hier gelegentlich verwildert. Die Art ist bemerkenswert dadurch, dass sie das Metall Nickel selektiv aus der Bodenlösung anreichert.

## Merkmale
Das Mauer-Steinkraut ist eine krautige, gelegentlich an der Basis verholzende ausdauernde Pflanze mit bogig aufsteigenden bis aufrechten blühenden und nicht blühenden, oft büschelig gehäuft aus einem Wurzelstock treibenden Stängeln, die 25 bis 70 Zentimeter Höhe erreichen. Die Stängelblätter sind schmal verkehrt-eiförmig bis verkehrt-lanzettlich, vorn stumpf bis zugespitzt, der Blattrand ganzrandig oder entfernt gezähnt. Sie sind etwa ein bis drei Zentimeter lang, sitzend oder fast sitzend, gelegentlich rosettig gehäuft, aber keine grundständige Blattrosette bildend. Ihre Oberseite ist frisch grün bis graugrün und spärlich behaart, die Unterseite durch dicht sitzende Sternhaare graugrün. 
Die Pflanze ist meist nur im Blütenstand, im oberen Drittel des Stängels, reich verzweigt. Der reichblütige Blütenstand bildet eine Rispe, oft auch eine oben abgeflachte Schirmrispe. Die Kronblätter der Blütenhülle sind (2–) 2,5 bis 3,5 Millimeter lang, sie sind goldgelb gefärbt, an der Spitze abgerundet und nicht ausgerandet. Die eiförmigen Kelchblätter sind 1,5 bis 2 Millimeter lang und auf der Außenseite sternhaarig. 
Die Früchte sind breit elliptische, manchmal oben etwas ausgerandete, flache Schötchen. Sie sind durch aufsitzende Sternhaare filzig behaart, aber nicht vollständig davon bedeckt. In jedem Fach sitzt nur ein Samen. Die zwei bis drei Millimeter großen Samen sind am Rand geflügelt.
Die Art blüht von Mai bis Juni, im Gebirge bis August.
Die Chromosomenzahl beträgt 2n = 16.

## Ökologie und Standort
Das Mauer-Steinkraut wächst in offenen Schutthalden und Unkrautfluren, an Straßenrändern, gelegentlich im Weideland. Es kommt bevorzugt auf Serpentin-Gestein, seltener auch auf Kalkgestein oder Flysch vor. Die adventiven Vorkommen in Deutschland befinden sich meist in Mauern oder auf Felsen. Im Mittelmeergebiet wächst die Art von Meereshöhe bis auf 1800, selten bis 2200 Meter Höhe.

## Verbreitung
Die Art ist heimisch in Südost-Europa und Südwest-Asien, auf der Balkanhalbinsel, nördlich bis Kroatien und Rumänien, in der Ukraine, dem Südwesten von Russland, dem Kaukasus, Anatolien, östlich bis Iran. Sie ist nach Mitteleuropa eingeschleppt und wächst hier meist unbeständig, ist aber möglicherweise in jüngerer Zeit als Neophyt in Einbürgerung begriffen. Nach Nordamerika wurde sie eingeschleppt und eingebürgert, Vorkommen gibt es etwa in British Columbia, Ontario, Quebec, Colorado, Oregon, Utah, meist im Bergland von 1500 bis 1800 Meter Höhe.

## Verwendung
Das Mauer-Steinkraut wird als Zierpflanze verwendet, in Gärtnereien wird es häufig unter dem Namen Alyssum argenteum angeboten, dies ist jedoch in Wirklichkeit eine andere Art. Sie ist vor allem durch einige Details in der Gestalt der Kronblätter unterscheidbar.

## Hyperakkumulation von Nickel
Die Serpentin-Böden, auf denen die Art bevorzugt wächst, sind in der Regel mit dem für die meisten Pflanzen giftigen Schwermetall Nickel angereichert, woran sich die Art besonders angepasst hat. Ihre Fähigkeit, Nickel-Ionen aus der Bodenlösung aufzunehmen und als sogenannter Hyperakkumulator anzureichern, wird zur Bodensanierung mit Nickel kontaminierter Böden und zur möglichen bergbaulichen Gewinnung von Nickel aus Erzen mit sehr geringer Metallkonzentration („Phytomining“) getestet. Dabei ist das Vermögen der Pflanze vorteilhaft, Nickel auch auf anderen Böden als Serpentinböden selektiv aufzunehmen und anzureichern. Die Art vermag in Böden bis etwa 30 bis 40 Millimol Nickel pro Kilogramm ohne Schädigungen zu wachsen, sie überlebt noch bis 80 mmol bei deutlich herabgesetzter Vitalität, dann mit chlorotischen, verzwergten Blättern und sehr geringem Zuwachs. Das Metall wird in Zellvakuolen der Epidermis und den Basen der Trichome angereichert.

## Taxonomie
Die Art wurde von Franz Adam von Waldstein-Wartenberg und Pál Kitaibel im Jahr 1799 nach Pflanzen aus dem damaligen Ungarn erstbeschrieben. Innerhalb der Gattung Alyssum gehört die Art zur Sektion Odontarrhena (Meyer) W.D.J.Koch, Subsektion Compressa Dudley, Series Integra Dudley und ist deren Typusart. Sie zeichnet sich durch extreme Vielgestaltigkeit und Polymorphismus aus, so dass mehr als 40 Namen für Kleinarten, Unterarten oder Varietäten vergeben worden sind. Deren Abgrenzung ist unsicher und umstritten, sie ist nur Spezialisten möglich.
In jüngerer Zeit gibt es Taxonomen, die die weitgefasste, in dieser Form vermutlich nicht monophyletische Gattung Alyssum aufgeben und dabei die Sektion Odontarrhena zur eigenständigen Art hochstufen. Die Art müsste dann Odontarrhena muralis (Waldst. & Kit.) Endl. benannt werden.